# Adango Salicia
Adango Salicia est une chanteuse, auteure-compositrice camerounaise. Elle a également des origines gabonaises. Son style musical est fortement influencé par l'afro-soul et l'afro-jazz.

## Biographie

### Enfance et débuts
Adango tient sa passion pour le chant de son père. Elle s'essaie d'abord aux chants d'église avant de débuter son apprentissage avec les scènes de musique en faisant les chœurs de l'artiste de Makossa  du nom d' Ekambi brillant. C'est sa rencontre avec l'artiste chanteuse Gaelle Wondje qui l'introduit chez ce dernier. Elle va accompagner Ekambi brillant dans ses multiples tournées nationales.

### Carrière
C'est donc sur le plancher auprès d'Ekambi brillant qu'elle fait ses classes et apprend le métier d'auteure compositrice et chanteuse interprète. Elle rejoint ensuite le collectif Hip Hop Développé en 2012, constitué de  Sadrak, Danielle Eog, Lady B, Teety Tezano et de nombreux autres musiciens. Elle propose un spectacle inédit présentant en majorité son 1er projet d'album solo «Trendition» au Goethe Institut de Yaoundé en février 2014. C'est la sortie de son premier single «Maega Mem» qui  marque véritablement les esprits des mélomanes et l'expose encore plus sous le feu des projecteurs, marquant plus officiellement le début de sa carrière solo. Adango chante généralement en français, en anglais et en pidgin (de l’argot anglais parlé au Cameroun).
Adango se produit sur de nombreux festivals de haute envergure dans la sous région afrique centrale notamment le salon international des voix de Fame en 2017 et le Douala Music'Art Festival(DOMAF) en 2022.En 2018, elle est invitée au Marché des Arts et du Spectacle Africain(MASA),. En 2022,Adango révèle un autre univers artistique d'elle au monde entier en présentant sa toute première collection intitulée  «kreamystik» en tant qu'artiste plasticienne et artisane.

## Discographie
Adango est auteur de plusieurs singles à succès tels que : 
- Maega Mem (2014)
- Don't love me that way
- weROne
- Fam Dzam
- Ego
- I tried
- Moni no dey
- Wahala no dey
- Ma zou
- Ba Dzo
- Sisi (2015)[12]
- You don't comot
- Sweet Sexy (2017)[5],[13]
- Diwane (2017)[14]

## Prix et distinctions
- Lauréate de la commission Musique de la Cité internationale des arts[15]. (2019)